# Непальська кухня

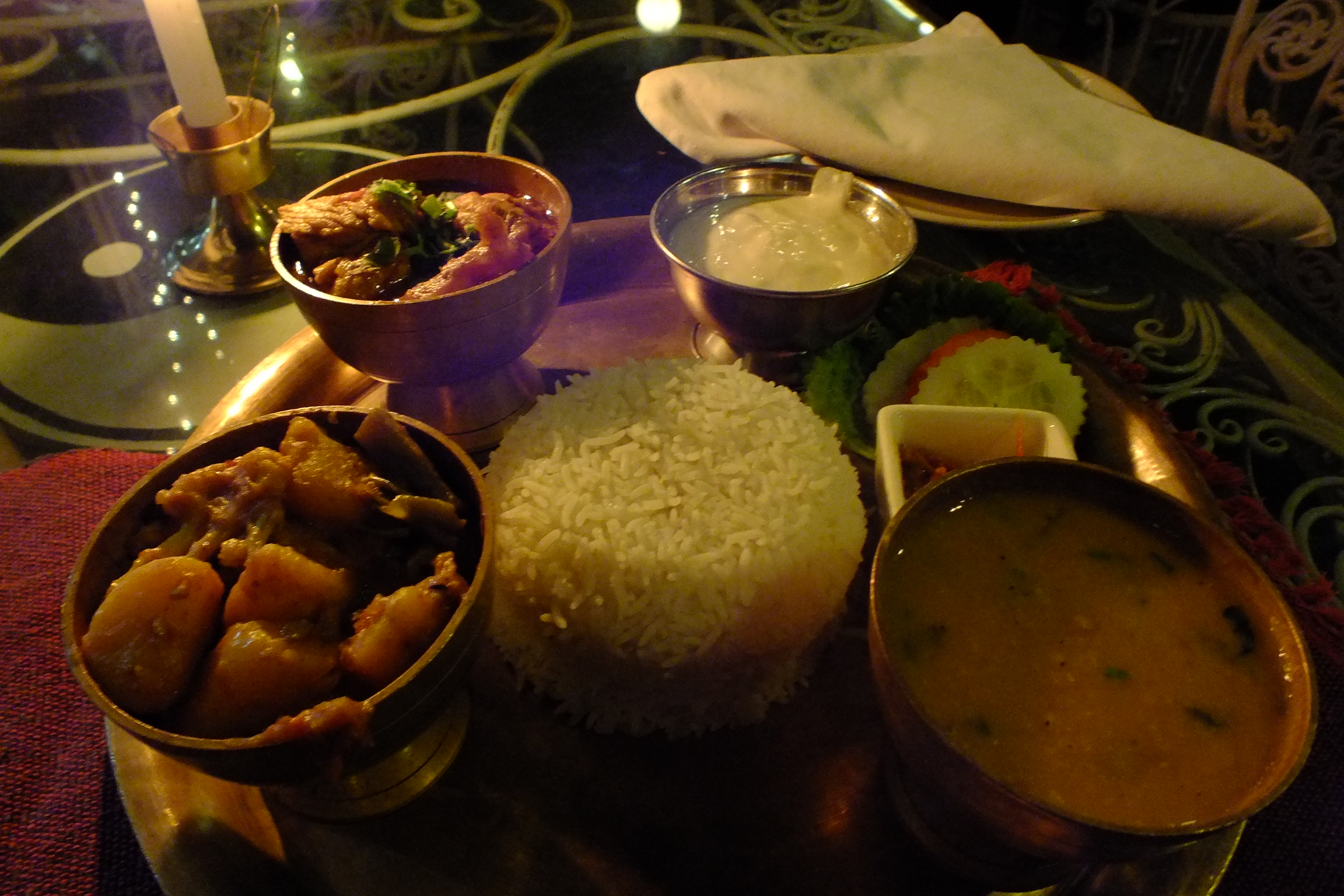
Дал-бат з закусками

Непальська кухня — кухня власне народу непальців. Оскільки останні становлять основну частину населелння держави Непал часто під непальською кухнею розуміють страви усієї держави. Втім у народностей, що мешкають у Непалі існують власні кулінарні особливості. Тому також розрізняють кухні неварів, тхакалі, майтхілі, бходжпурі, лохорунг. Значний вплив на формування національної кухні непальців спричинили Тибет та Індія. Крім того, в теперішній непальській кухні присутні складники, що запозичені з Європи, насамперед картопля.

## Характеристика
Національна непальська кухня досить проста — складається з нескладних страв з невеликою кількістю складників. Основою харчування є рис (бат), бобові (дал) і всілякі овочі (таркарі). Різноманітність в традиційну кухню Непалу вносять численні соуси. З дала готують гострий соус. Більшість рецептів соусів приходить в країну від сусідів, разом із вживанням локшини і бобів. В останні роки в стравах Непалу все більше проявляється китайський вплив.
Тонкий смак їжі надають спеції і трави. У приготуванні широко використовуються імбир, коріандр, куркума, мускатний горіх, кардамон, кориця, лавровий лист, чорний перець, чилі, кінза, зелена цибуля, а також тимур (сичуанський перець), що додається в маринади і соління, гімалайську рослину джимбу, що за смаком нагадує цибулю і часник одночасно. Остання використовується в свіжому або сухому вигляді в стравах з бобових.
Багато страв готуються на гірчичній олії, гхі (топленому маслі), а іноді на маслі з молока яка. Найчастіше при приготуванні їжі в непальської кухні використовується варіння, тушкування, приготування на пару, маринування, гриль.

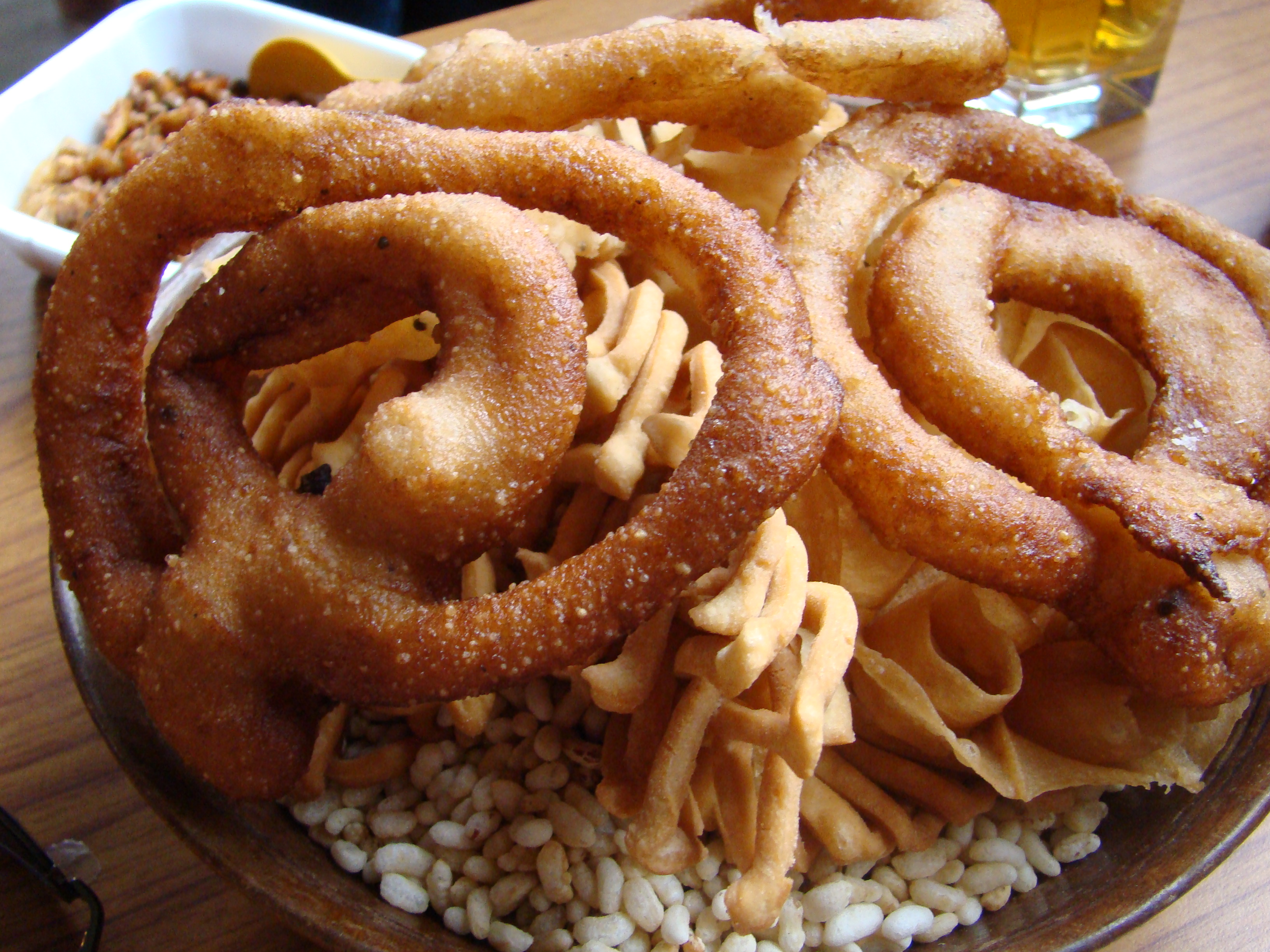
Сел-роті

Замість хліба в Непалі печуть коржі з рисового, кукурудзяного або пшеничного борошна (чапаті). Їх подають практично до всіх страв. Також поширено сел-роті — щось середнє між пампушкою і кренделем. Його готують з рисового борошна.

## Перші страви
Безперечним лідером є тхукпа — суп на міцному овочевому бульйоні з локшиною і капустою, частково запозичене з тибетської кухні. Крім цього туди додають овочі і — за бажанням — яйце чи м'ясо. різновидом тхукпи є тхентхук, де замість локшини додають кльоцки. Менш густим є суп тама. до якого додають паростки бамбука та великі шматочки картоплі.
З індійської кухні запозичено каррі. Найчастіше зустрічається овочеве, грибне, картопляне, яєчне і куряче. Популярним є суп кваті, що готується з додаванням великої кількості бобових (з соєвих бобів, зеленого гороху, білої квасолі, бобів-сімі, білої квасоля з чорними очками, зелених бобів, маша звичайного, чорного маша, зеленої квасолі). В залежності від додаткових складників змінюється назва з додаванням слова кваті.
Крім того, готують своєрідні суп-пюре з часнику, томатів, цибулі, картоплі (популярні у гірських районах). До супів та юшек непальці додають гундрук — висушені зелене листя овочів, які додаються в суп для додання гостроти

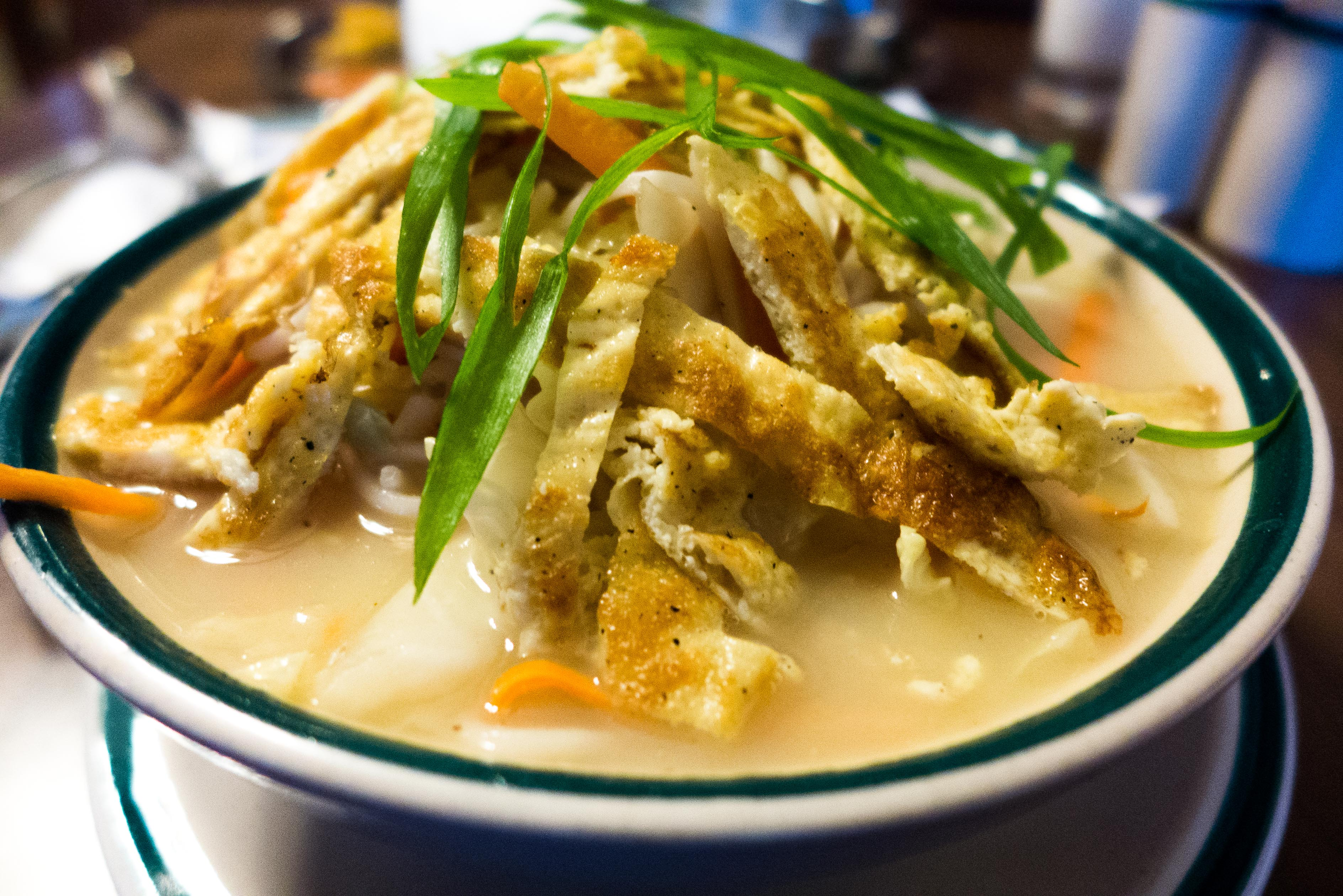
Тхукпа
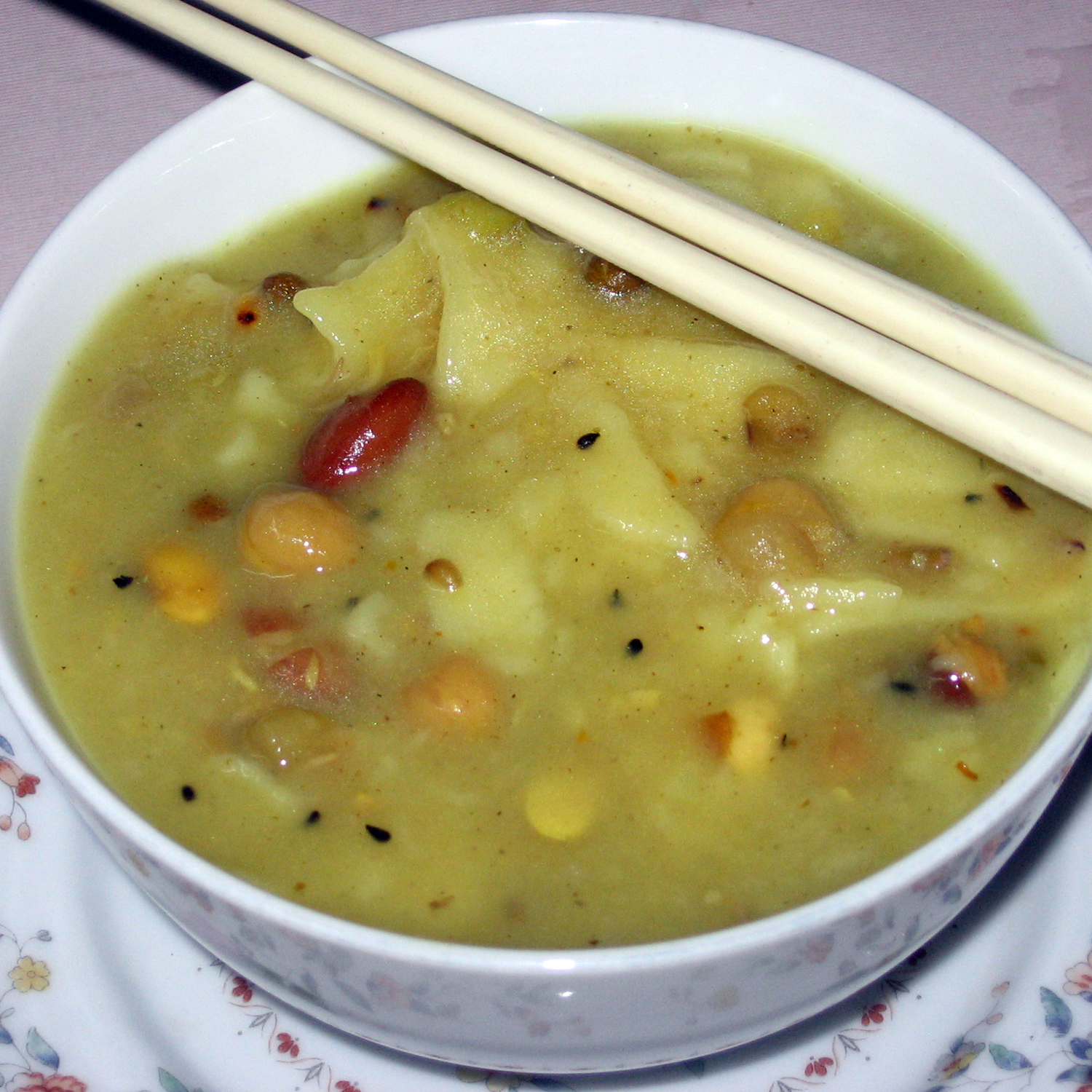
Буба-кваті
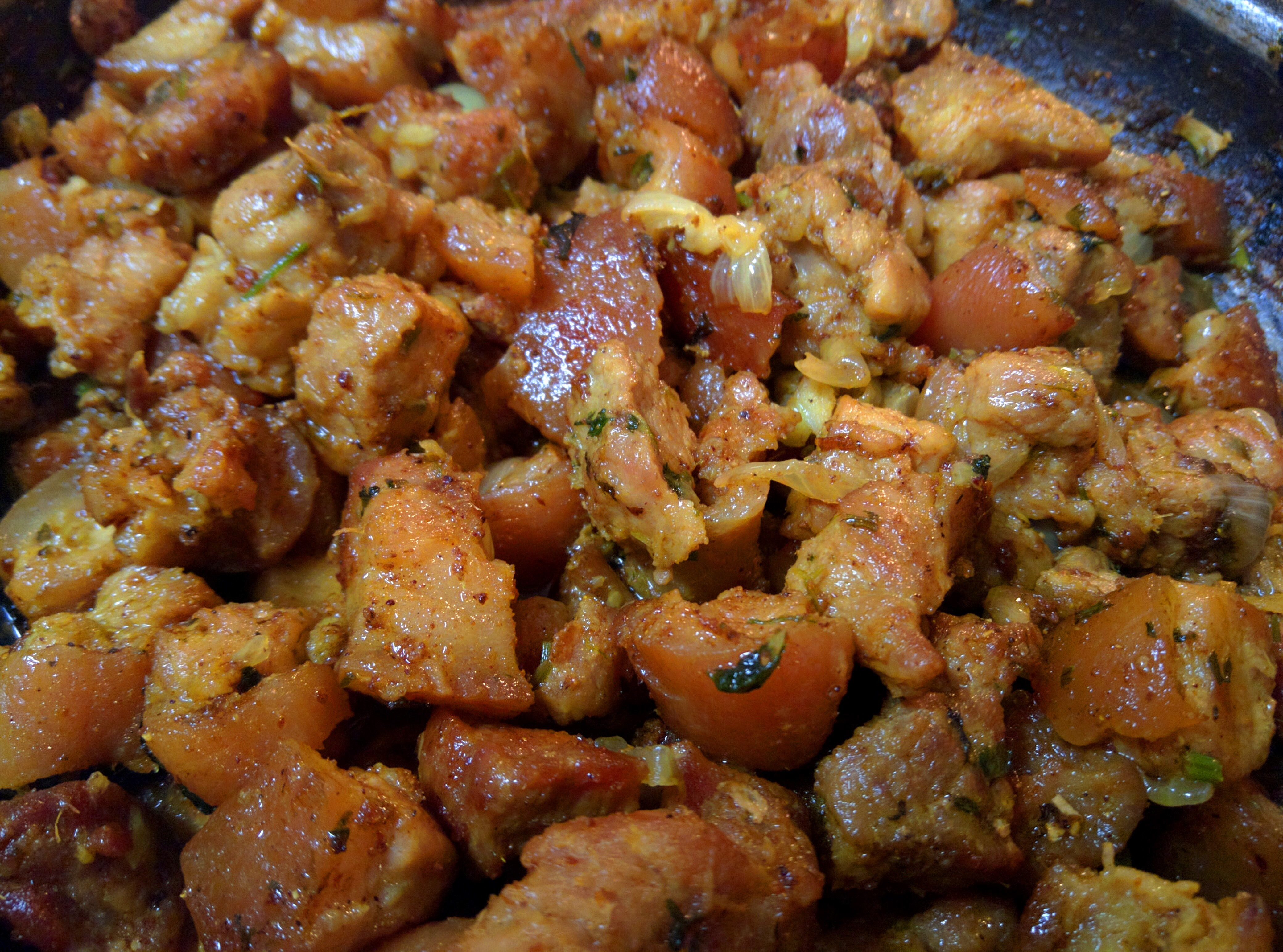
Каррі зі свинини
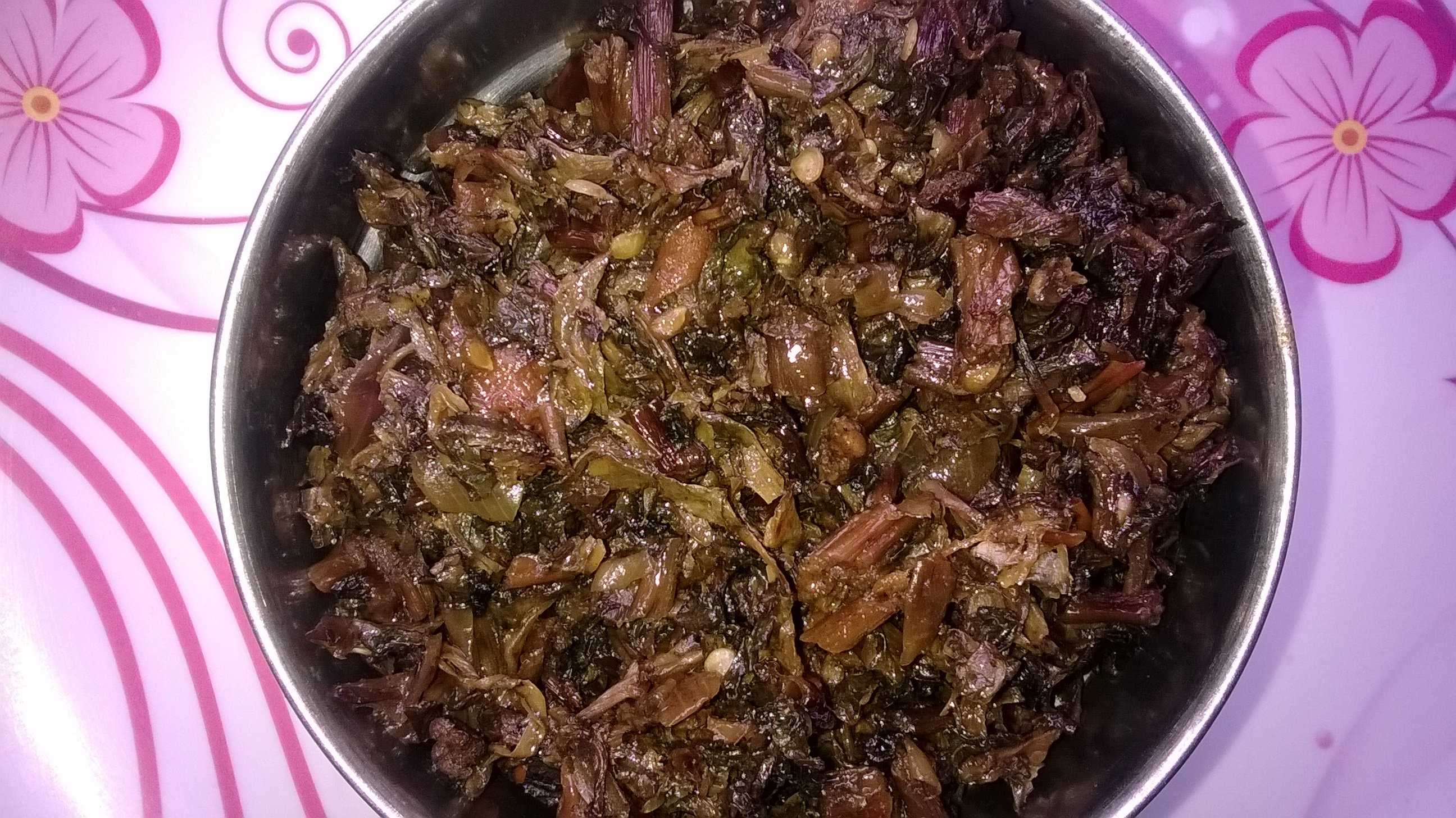
Гундрук

## Основні страви
Основною стравою є дал-бат (інша нахва тхалі) — відварений рис з сочевицею і овочевим (або фруктовим) каррі. До головних страв підносять в невеликій кількості різноманітні ачар (соління), чатні (гострі соуси), а також часточки лайма і гострий перець (чилі). Для таркарі (овочевого гарніру) зазвичай використовують різні листові овочі, картопля, кабачки, зелену квасолю, цвітну капусту, приправляючи його прянощами. Подають на жерстяній тарілці, що складається із сегментів (талі), в які розкладені по-окремо усі компоненти, до них додається коржик. дал-бат може бути навіть своєрідним супом, густою юшкою. Поширена також мурай — суміш повітряного рису з горохом, кукурудзою, шматочками вареної картоплі і спеціями.
Крім овочів до рису в Непалі додають невеликі шматочки м'яса (сімі) — яка, кози, барана або птиці (насамперед качки або курки) — зі спеціями та топленим маслом. Яловичина в їжу не вживається, оскільки корову тут вважають священною твариною. Поширеними є страви з яка або птиці. Найвідомішою з них є сізлер, що готується з курки або м'яса яка. До страви додається грибний соус, печена картопля і овочі-гриль.
Улюбленими є великі вареники момо (бувають також у формі, що нагадують хінкалі). Їх начинка може бути найрізноманітнішою, і готувати їх теж можуть по-різному: відварювати, смажити або готувати на пару. Види начинки можуть теж варіюватися: з м'яса, з овочів, з картоплі, з сиру, солодкі. До них додається гострий соус. Дуже смачна смажена локшина чоумейн (чаумен) — вона подається з овочами, іноді з м'ясом. Ця страва доволі гостра і жирна.
Непальці готують у великій кількості спресований м'який сир високої жирності (панір) і кисле молоко (дахі). На її основі робиться одне з популярних місцевих страв дахі-чіура — до кислого молока додають подрібнений рис або пшеницю. Для аромату в цю страву додають різноманітні трави, свіжі прянощі. У пригімалайських районах в повсякденному раціоні обов'язково присутній молоко яків, а також кисломолочні продукти, приготовлені з нього.
На півночі популярні каші з пшениці або пшона, серед яких перевагу віддається цампі, що готується з обсмаженого ячмінного борошна, яке розводять тибетським чаєм. Виходить маса сірого кольору, яка нагадує хлібний м'якуш. До каш часто кладуть масло з молока яка. Тоді страва називається гхіу.
Також в мешканців півночі улюбленими є страви з картоплі (аалу), з яку варять в шкірці, а потім, очистивши, їдять з сіллю і потовченими чилі й часником. Популярне алу-палак — рідке рагу зі шпинату (палак) з шматками вареної картоплі в ньому.
У кухні неварів, мешканців долини Катманду, головним чином переважають м'ясні страви (зазвичай смажені на грилі або зварені). Невари — витончені м'ясоїди. Це єдина етнічна група в Південній Азії, що вживає м'ясо буйволів. Особливо популярно буйволине м'ясо на вугіллях, що називається сукуті або секува. Як правило, неварська їжа рясно приправлена спеціями, особливо чилі.
Кухню тераї (народів майтхілі та бходжпурі) в південному Непалі часто неможливо відрізнити від кухні сусідніх індійських штатів. Втім вона більш різноманітна, завдяки численним овочевим і плодовим культурам, вирощуваних в тераях, зокрема манго, папая, банан, джекфрут (хлібне дерево), лимон, лайм, азійська груша і мірика.
Оскільки країна не має виходу до великих річок та морів морепродукти та риба не дуже поширені в кухні. Найвідомішою з траута, яка готується з форелі. До неї додають обсмаженим маринованим буряк, цвітну капусту, лайм, картоплю та моркву.
Скрізь популярні самси — смажені пиріжки з начинкою з картоплі, гороху (нуту), шпинату, грибів з сиром тофу. Вони можуть бути дуже гострими, але разом з тим поживні й ситні. Інші види коржів — пападам. Це дуже тонкі коржики, що смажаться з двох боків на великому вогні. До них додаються соуси. Коржі роті і наани печуться в спеціальній печі без масла. До наану зазвичай додається якась начинка на кшталт сиру або овочів.

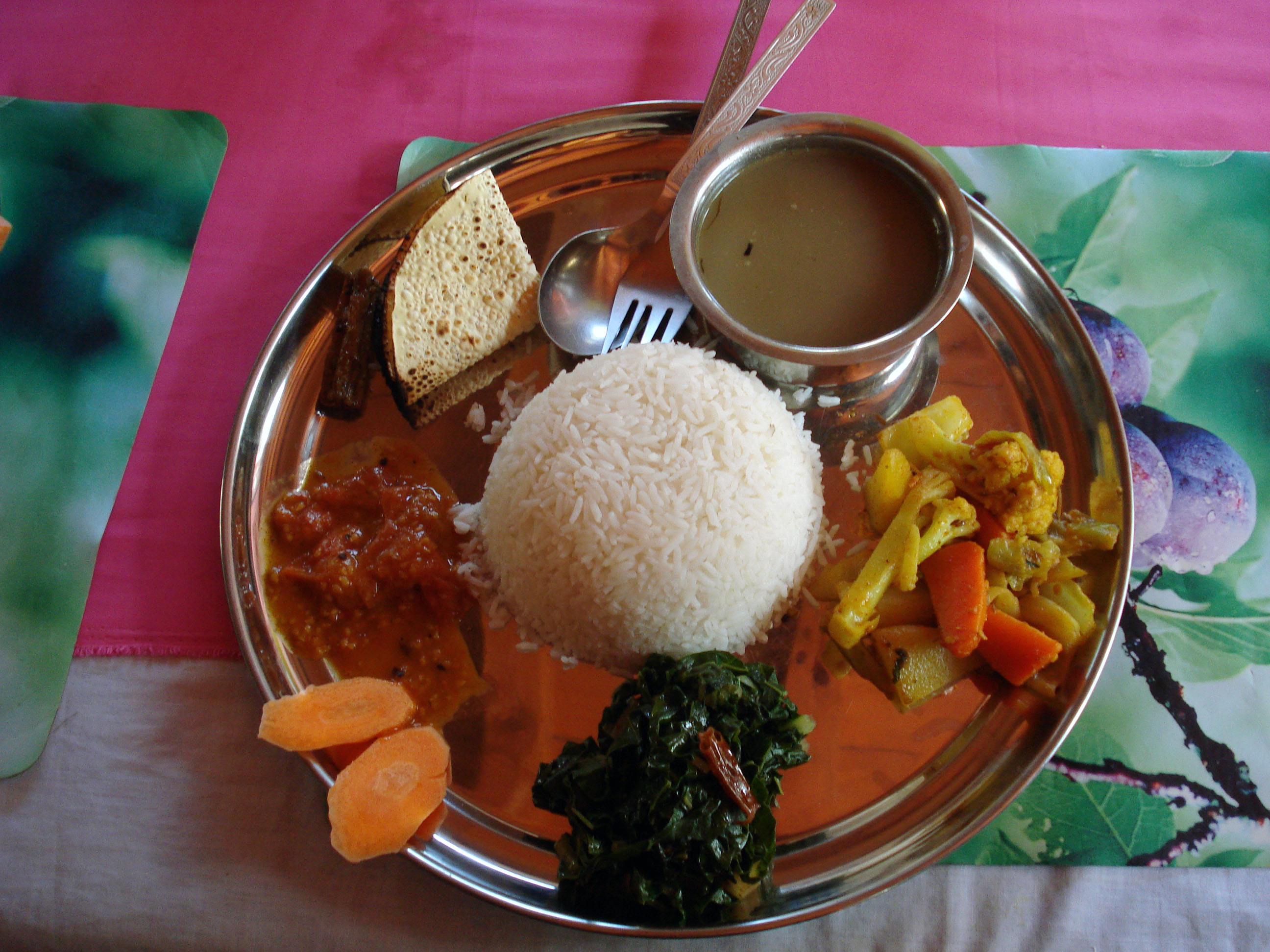
Дал-бат
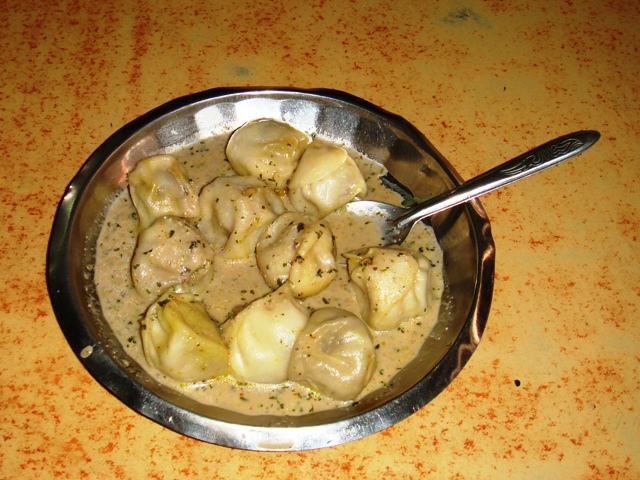
Момо
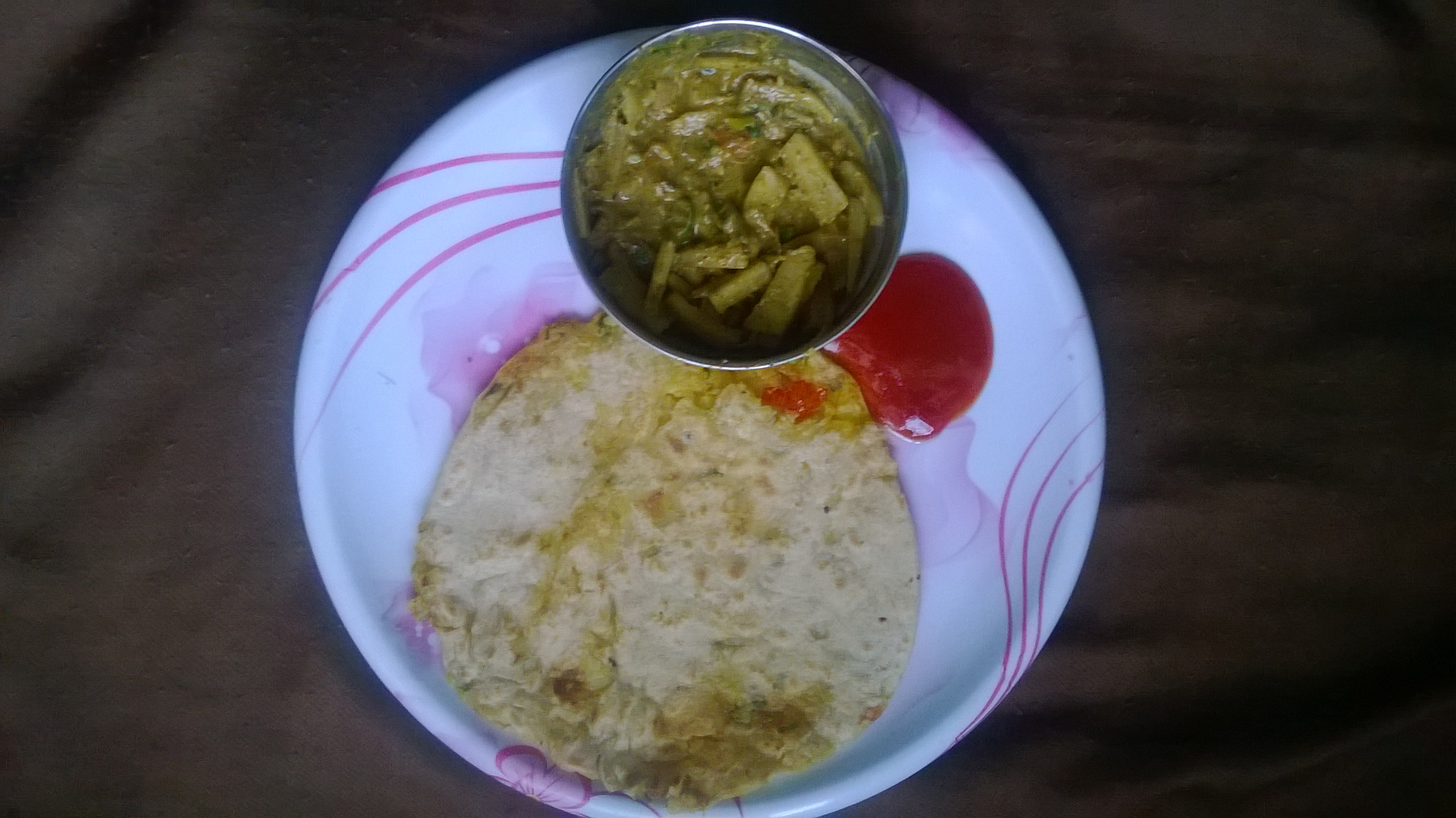
Аалу
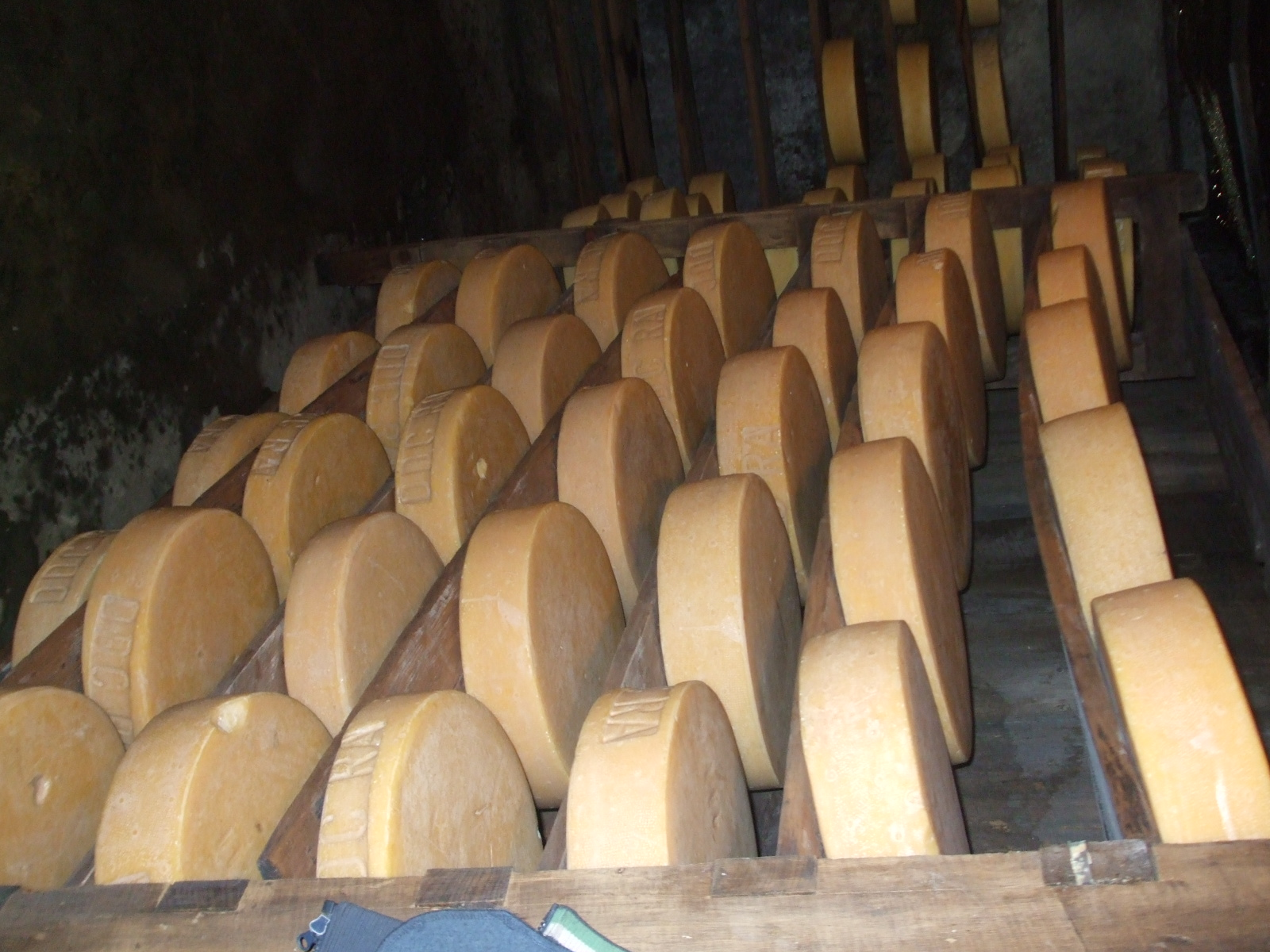
Непальський сир чхурпі
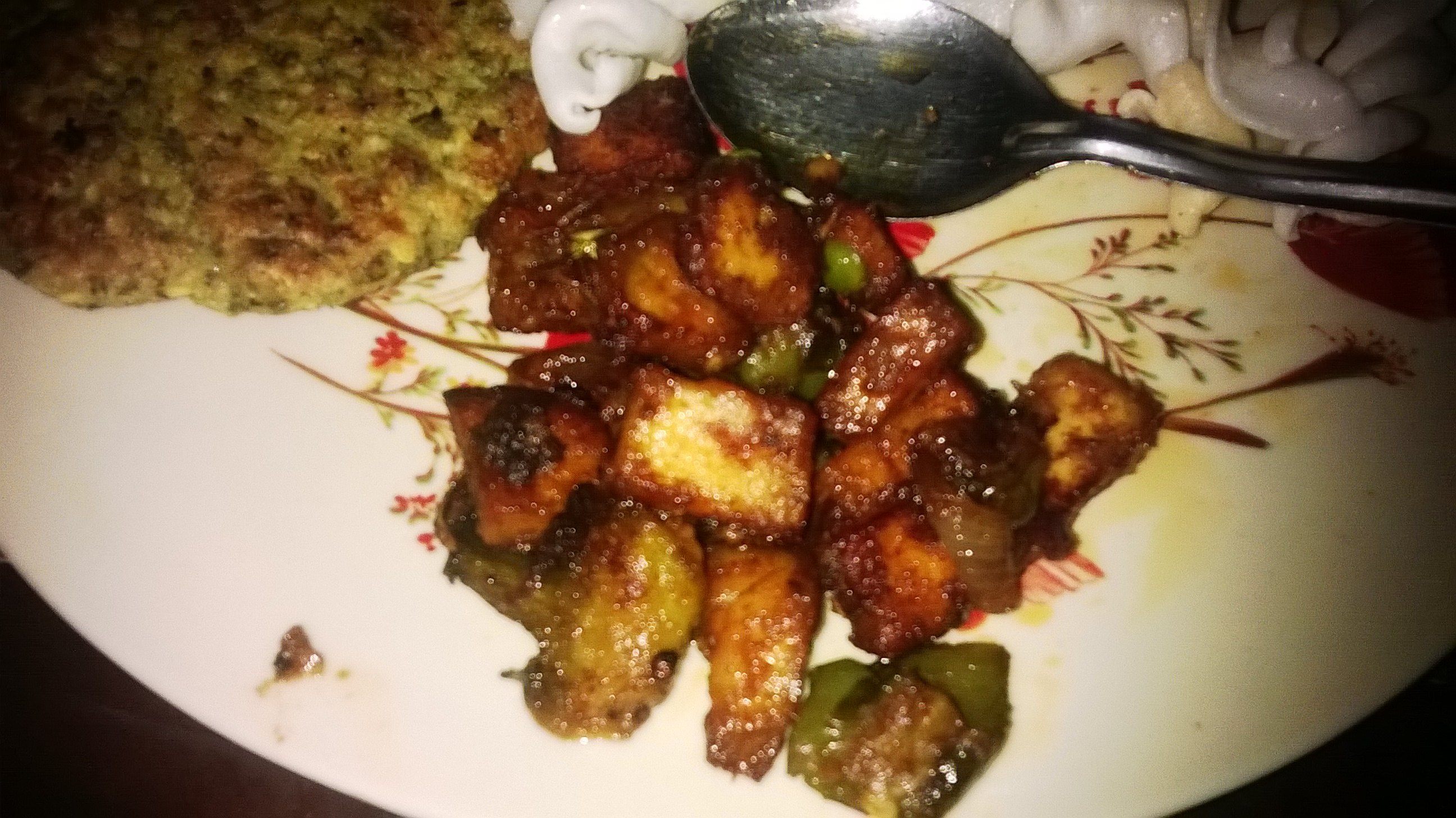
Панір
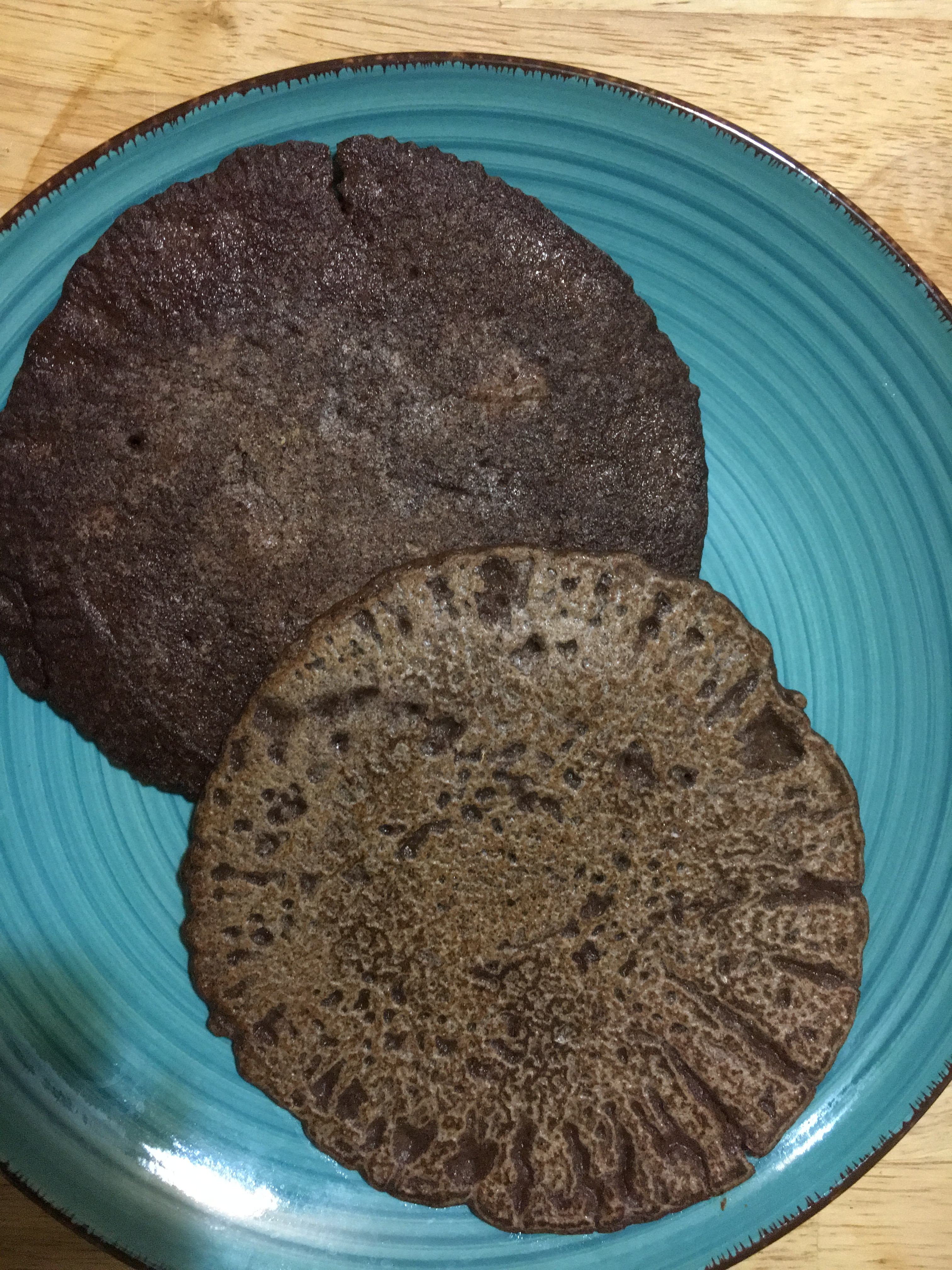
Роті
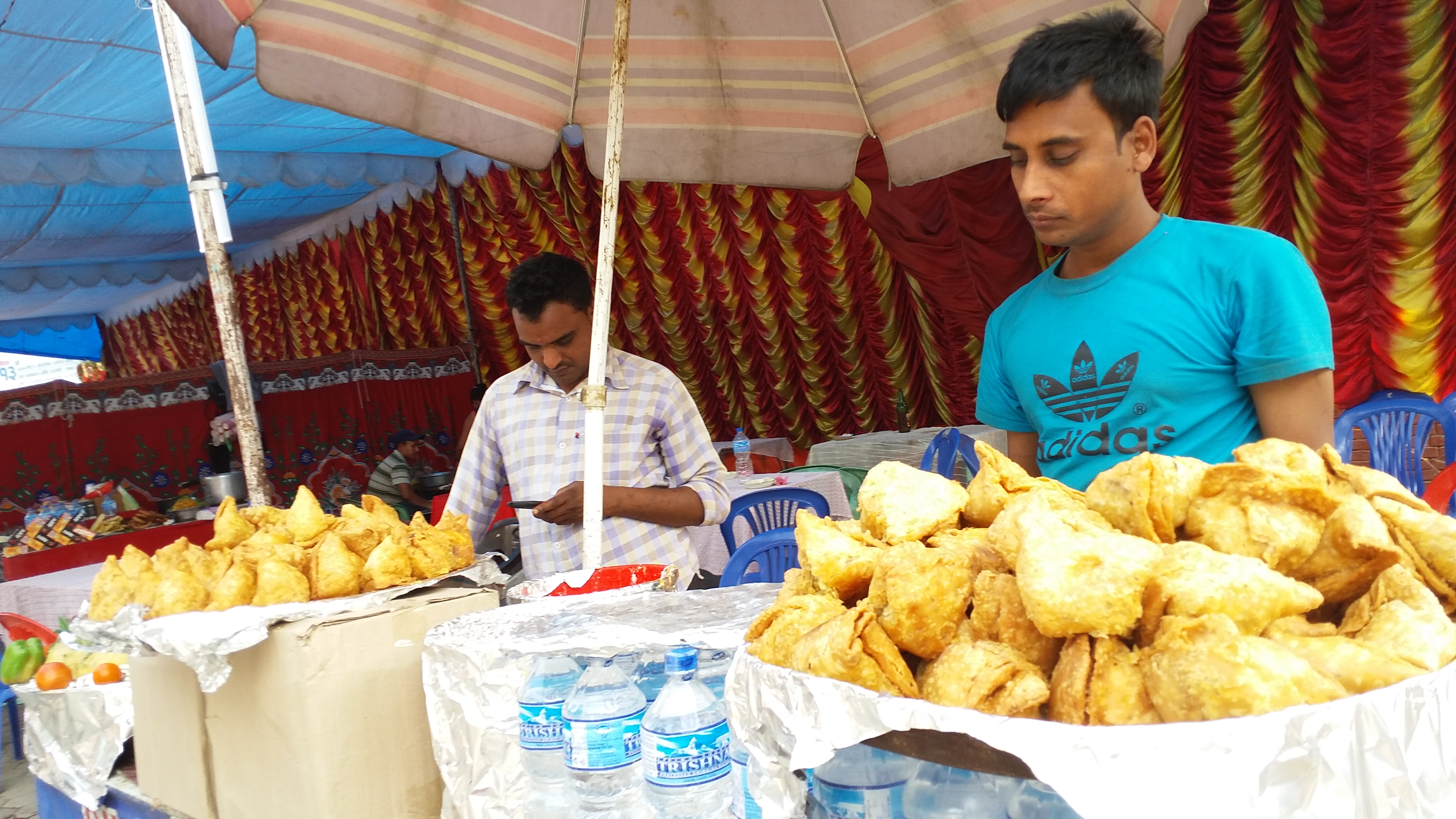
Самса

## Десерти
Непальці дуже полюбляють солодощі, різні смаколики. Більшість з них готують з молока. Найпопулярніші ласощі — це барфі (молочна помадка), расбарі (сирні кульки на кшталт індійських расгулів), лалмохан (смажені кульки, просочені в сиропі, на кшталт індійських гулаб джамунів), кхір (солодкий молочний рис), джалебі (хрусткі смажені спіралі, просочені в сиропі), курд (на кшталь йогурту). Дуже популярні джуджу-дхау — чудовий кремовий десерт з кислого молока та соан-папді — на зразок спресованої цукрової вати з мигдалем і кардамоном.
На фестиваль Йомарі Пунхі, присвячений богині Аннапурна, який відзначається в день повного місяця в грудні, після збору врожаю рису, готують йомарі — солодощі з рисового борошна з начинкою з чорної патоки і кунжуту.

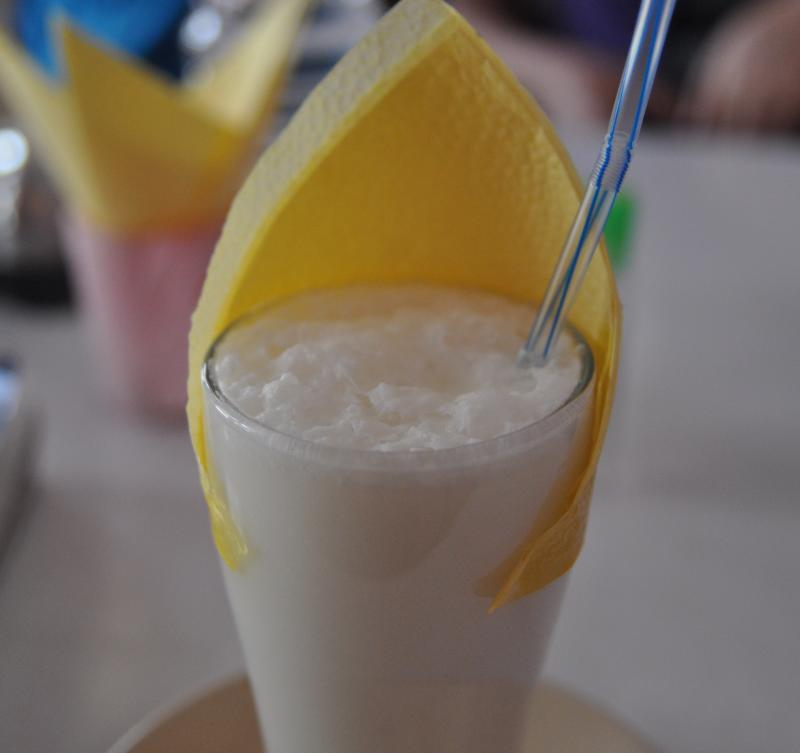
Лассі
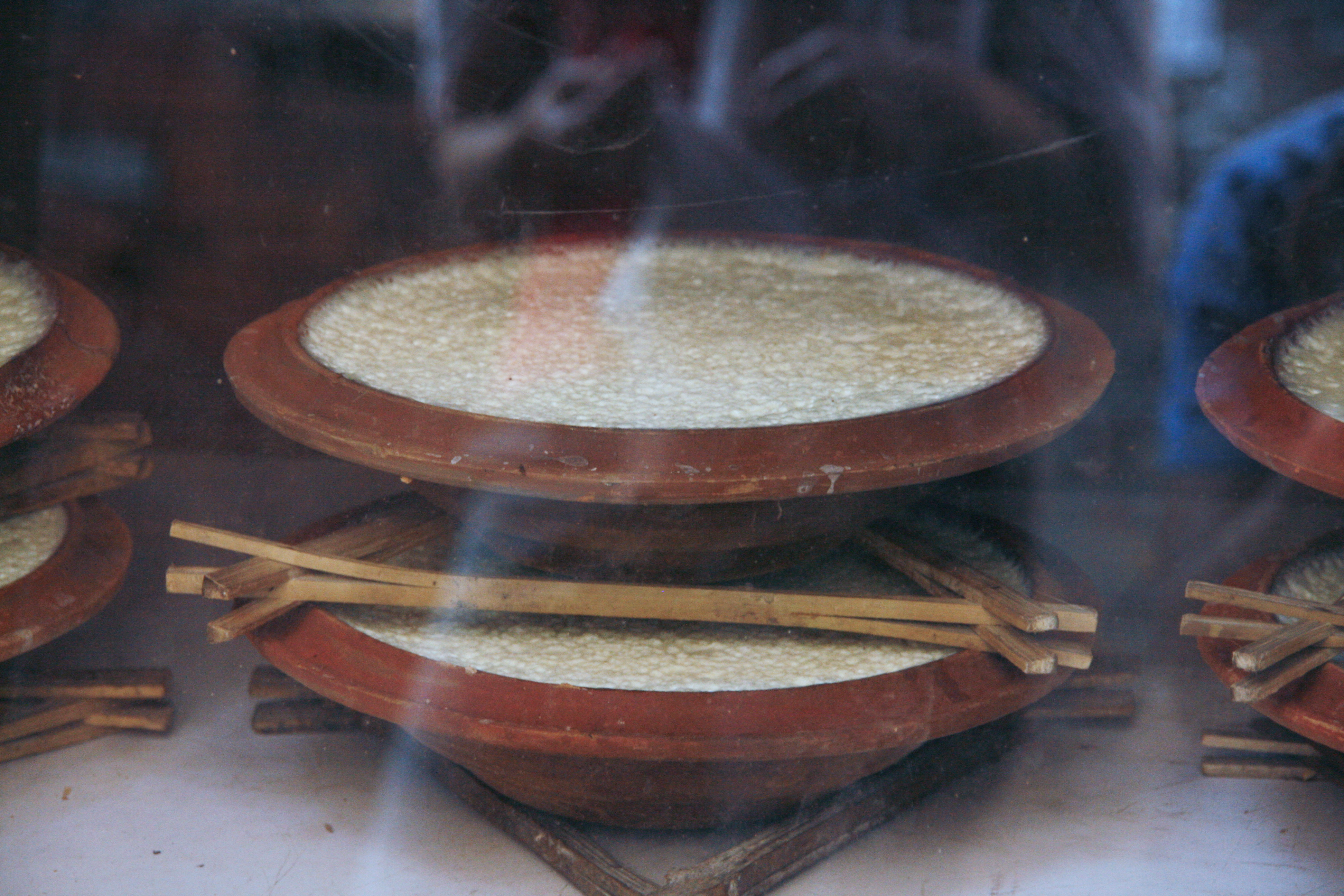
Курд
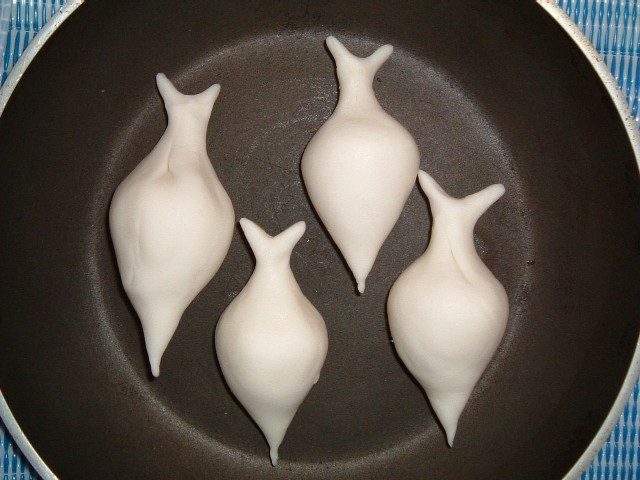
Йомарі

## Напої
Основний напій — чорний чай. Його тут п'ють без добавок взагалі або доливаючи молоко і вершки. У гірській частині Непалу популярний чай з топленим маслом з молока яка та підсолений (називається бо-ча або бо-джа, або суя, або часуйма). Напій з чайного листя, звареного в молоці з цукром і спеціями називають непалі-чія або масала-чай, особливо популярний серед непальців.
Популярний також охолоджуючий напій — лассі, приготований з кислого молока з сіллю або цукром. Чимось нагадує ряжанку. Поширені соки з манго, яблук, ананасів, апельсинів.
Алкогольні напої представлені тонгба (на кшталт самогону з проса або бамбука), пива чанг (на основі ячменю, рису або проса) і ромом кукрі. Вино (раксі) варять на основі проса або рису.

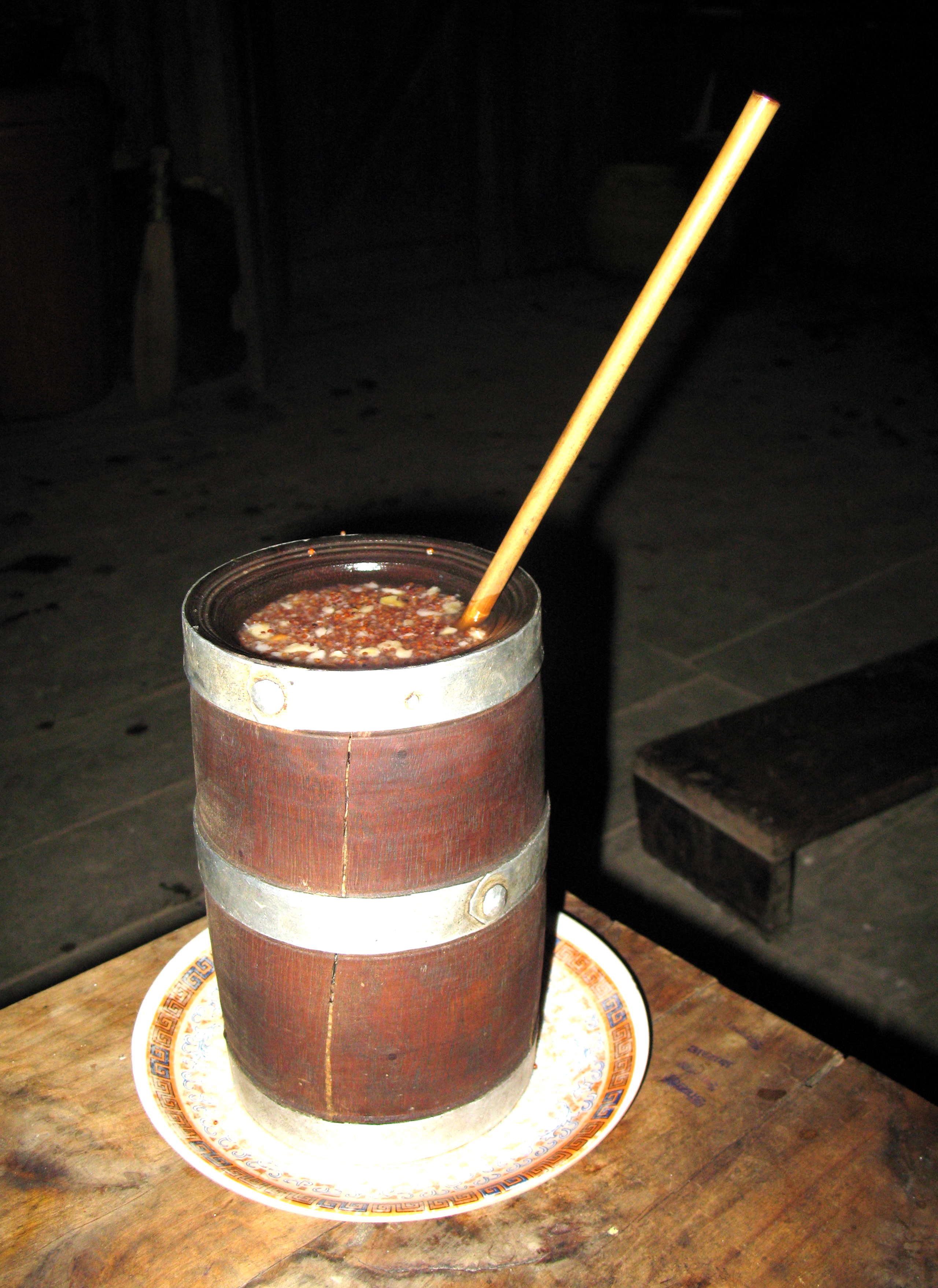
Тонба
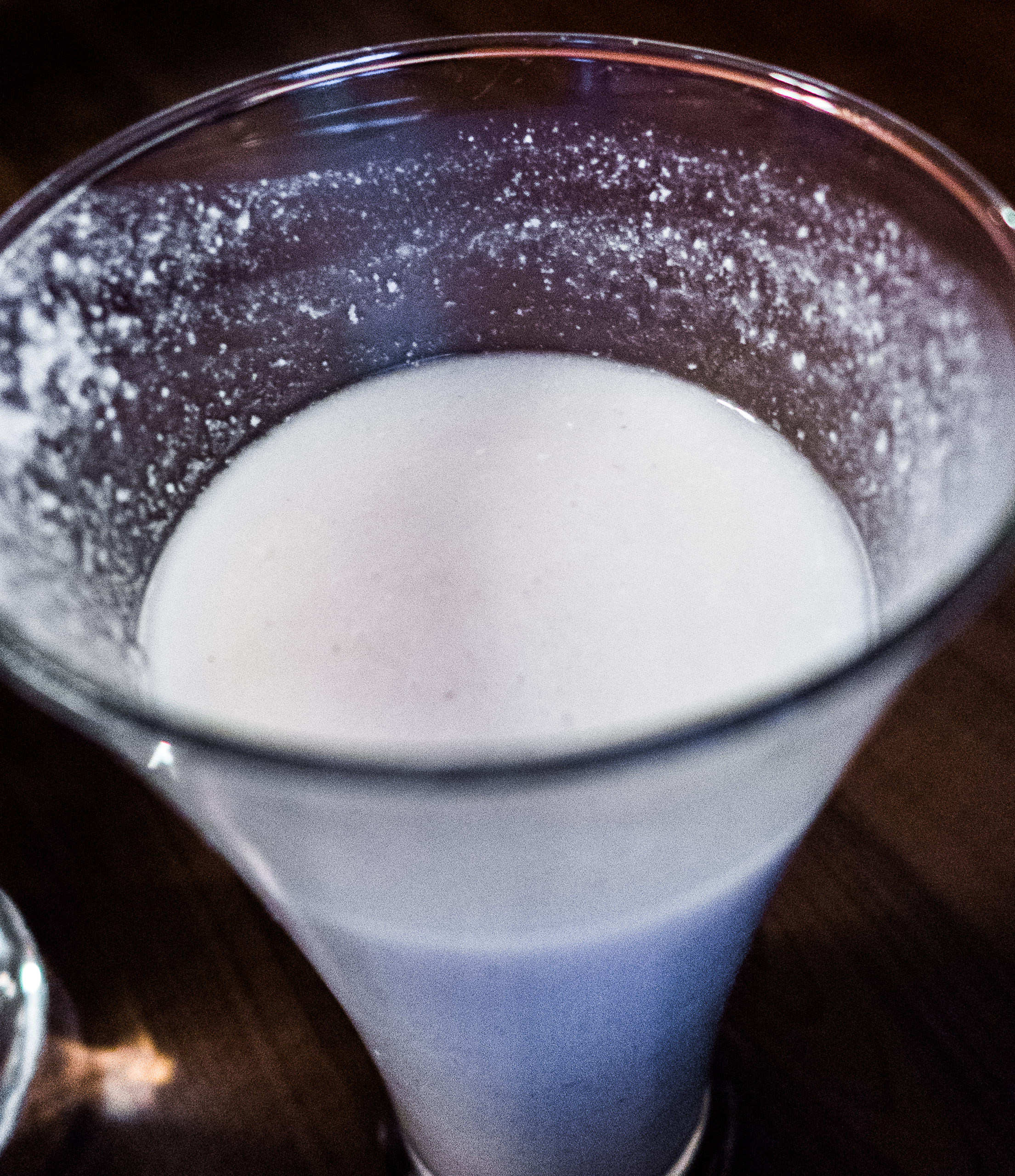
Чанг

## Приготуванні та вживання
Їжу в Непалі зазвичай готують на деревному вугіллі, що надає їй особливий смак.
Непальці їдять правою рукою, хоча іноді використовують і столові прибори. У Непалі традиційно вживають їжу 2 рази на день — вранці і незабаром після заходу сонця. Протягом дня їдять легкі закуски і п'ють чай з молоком.